# Jōdo
Jōdo (japonsko: čista dežela) je japonska budistična nunska šola v Kjotu. Njene članice razlagajo nauk Bude Amide. 16 let je na tej šoli kot nuna učila kasnejša spreobrnjenka v krščanstvo, Julija Naitō (1566-1627).